# Indian Mounds Park

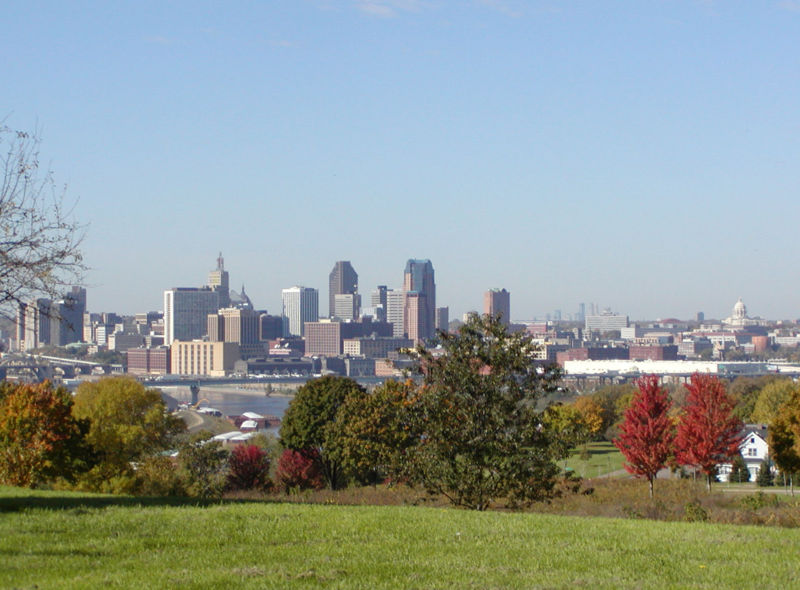
Saint Paul vue depuis le parc

Le Parc des tertres indiens (en anglais : Indian Mounds Park) est un site archéologique situé dans l'État du Minnesota, non loin du fleuve Mississippi, dans le Midwest aux États-Unis. Il se trouve dans l'agglomération de Saint Paul et fait partie du Parc régional de Battle Creek. Plusieurs tertres funéraires aménagés il y a environ 1 500 à 2 000 ans par les Indiens de la culture Hopewell sont recensés dans le parc.